# Venus verrucosa
La escupiña grabada, almejón o bolo (Venus verrucosa) es una especie de molusco bivalvo de la familia Veneridae.

## Descripción
La concha de la escupiña grabada es robusta, de forma redondeada y con dos valvas muy convexas; se caracteriza por presentar fuertes costillas laminares concéntricas, paralelas al borde ventral, que muestran unas verrugas alrededor de los bordes posterior y anterior. Su coloración va del blanco al amarillo pardusco.

Venus verrucosa verrucosa Valva derecha
Venus verrucosa verrucosa Valva izquierda

Venus verrucosa simulans Valva derecha
Venus verrucosa simulans Valva izquierda

## Distribución y hábitat
Es un molusco marino que se encuentra en el mar Mediterráneo y el océano Atlántico, desde Irlanda hasta el cabo de Buena Esperanza (Sudáfrica). Habita en fondos lodosos y arenosos, habitualmente enterrado, pero con sus largos sifones al descubierto para poder respirar.

## Comportamiento
Sus costumbres y reproducción son similares a las de las otras especies de su familia. La época de desove tiene lugar entre abril y mayo. Puede dar pequeños saltos con su pie dactiliforme.